# Принцип на причинност (физика)
Принцип на причинност е фундаментален принцип във физиката, който гласи, че всяко събитие, което протича в дадена физическа система, може да оказва влияние на тази система за в бъдеще, но не и да влияе на поведението ѝ в миналото. Това значи, че ако две събития са отделни, то никое от тях не може да бъде нито причина, нито следствие на другото.